# Police suédoise

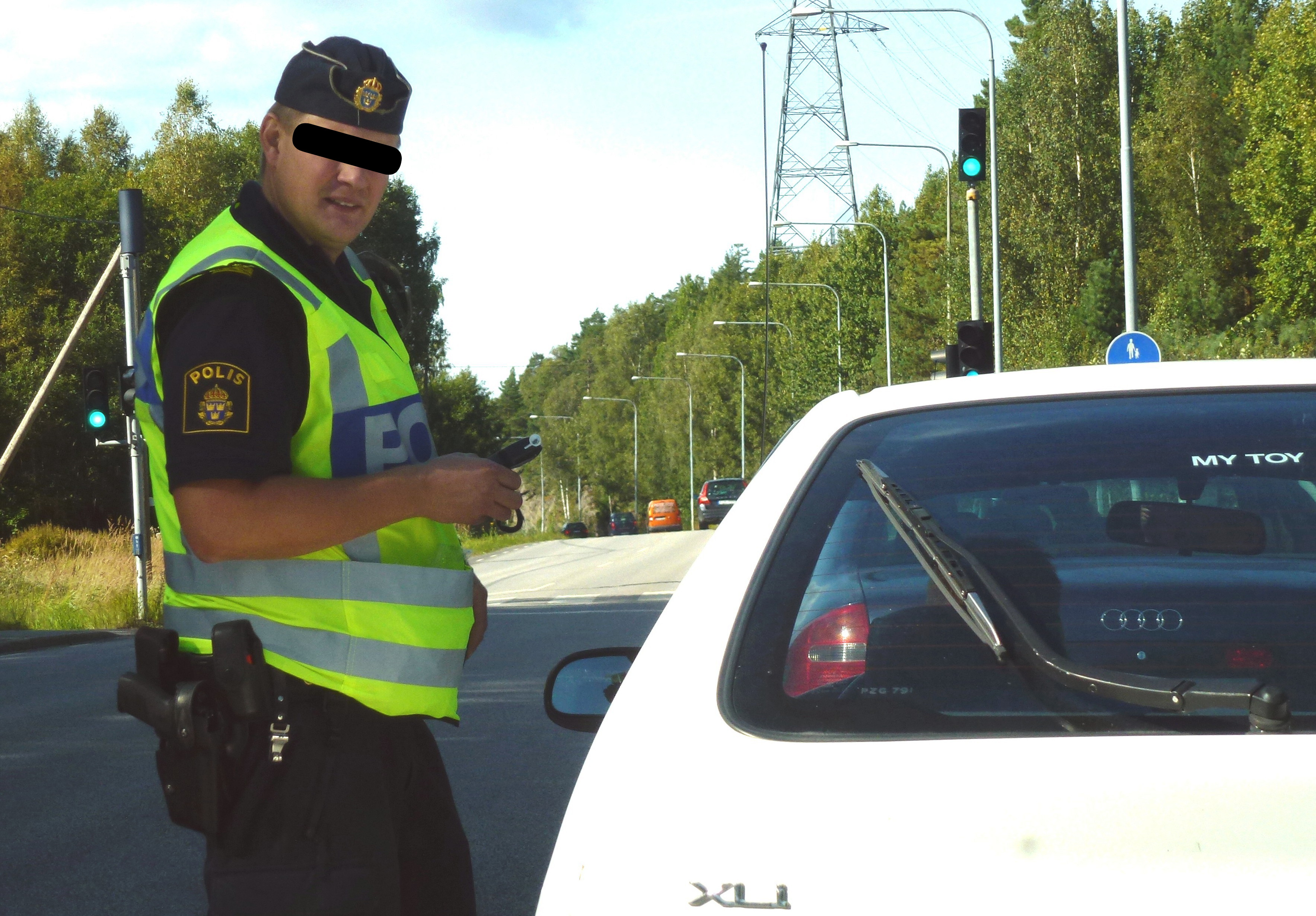
Policier suédois contrôlant un automobiliste scandinave. Il est muni d'un gilet fluo et d'un étui ouvert contenant un PA SIG de 9mm.

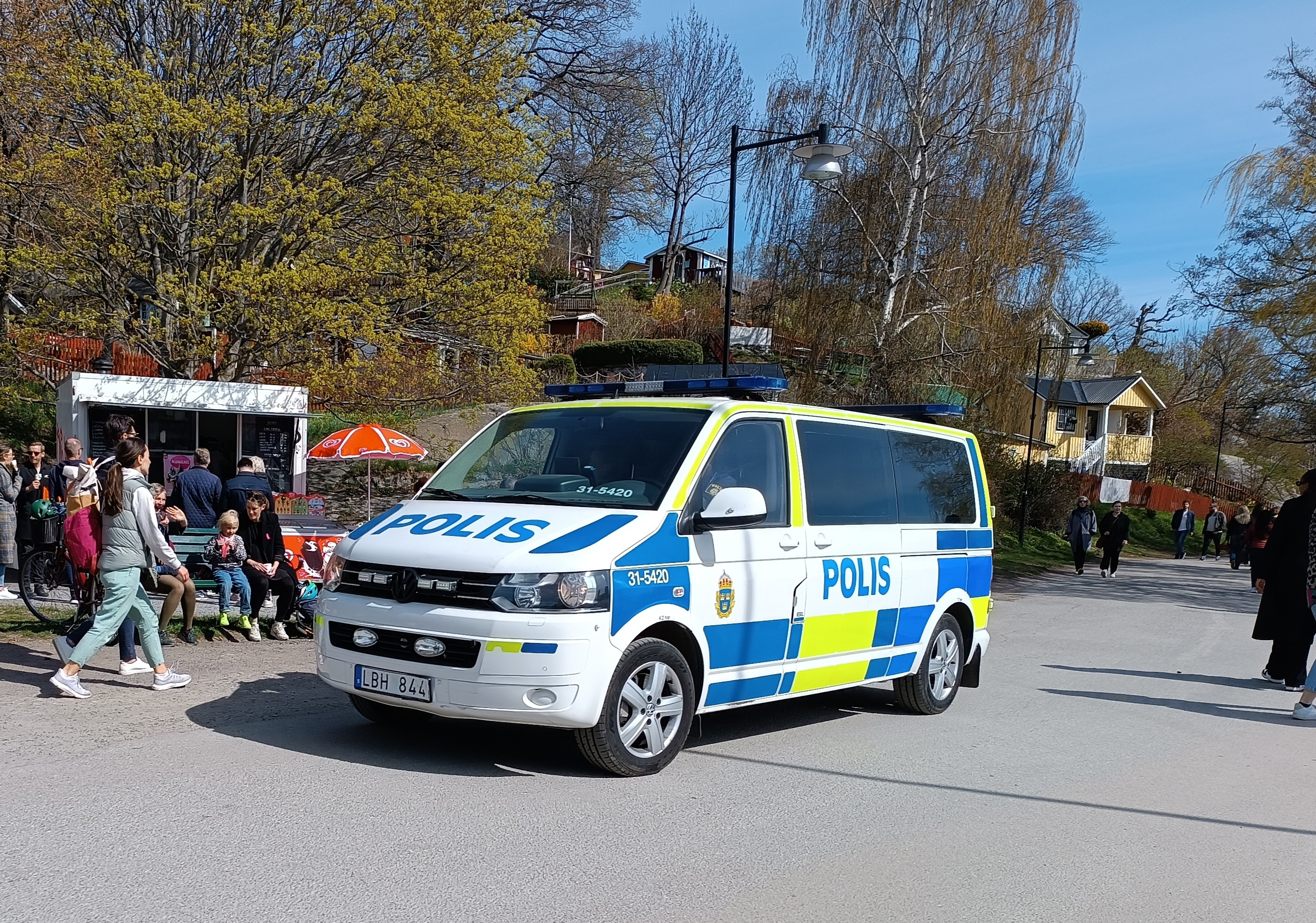
Voiture de la police suédoise.

La police suédoise (en suédois : Polisen) est un terme générique désignant l'institution intervenant sur le territoire de la Suède. 
Plus précisément, il existe un organe de police principal (en suédois : Rikspolisstyrelsen) complété par 21 corps régionaux de police (en suédois : länspolismyndigheter) — un pour chaque comté.

## Services  spécialisés
La police royale suédoise dispose :
- du Statens kriminaltekniska laboratorium : Laboratoire national de sciences forensiques.
- d'une académie nationale de police assurant la formation de ses membres assermentés.
- des Piketen, équivalent des groupes d'intervention de la police française (GIPN), chargés des interventions risquées à l'exception des affaires de terrorisme.